# Fernando Monje
Fernando Monje Vicario (ur. 7 marca 1993 roku w Barcelonie) – hiszpański kierowca wyścigowy.

## Kariera
Monje rozpoczął karierę w wyścigach samochodowych w 2009 roku od startów w Catalan Single Seater Championship, SEAT Leon Supercopa Spain oraz w Akademii Formuły Euro Series. Jedynie w Formule Euro Series zdobywał punkty. Uzbierane 36 punktów dało mu tam dziesiątą pozycję w klasyfikacji generalnej. Na uwagę zasługuje jednak, to że wygrał oba wyścigi, w których wystartował w Catalan Single Seater Championship. W późniejszych latach pojawiał się także w stawce European F3 Open, 24 Hours of Barcelona, World Touring Car Championship, European Touring Car Cup oraz International GT Open.

## Statystyki
| Sezon | Seria                              | Zespół                         | Wyścigi | Zwycięstwa | PP | NO | Podium | Punkty | Pozycja |
| ----- | ---------------------------------- | ------------------------------ | ------- | ---------- | -- | -- | ------ | ------ | ------- |
| 2009  | Formul'Academy Euro Series         | Formul'Academy                 | 14      | 0          | 0  | 0  | 1      | 35     | 10      |
| 2009  | SEAT León Supercopa Spain          | SUNRED Engineering             | 6       | 0          | 0  | 0  | 0      | 0      | NS      |
| 2009  | Catalan Single Seater Championship | EmiliodeVillota.com Motorsport | 2       | 2          | 2  | 2  | 2      | 0      | NS      |
| 2010  | European F3 Open                   | De Villota Motorsport          | 16      | 0          | 1  | 1  | 2      | 46     | 6       |
| 2011  | European F3 Open                   | Drivex                         | 16      | 0          | 0  | 1  | 0      | 26     | 15      |
| 2012  | European Touring Car Cup           | SUNRED Engineering             | 8       | 6          | 3  | 7  | 6      | 73     | 1       |
| 2012  | World Touring Car Championship     | SUNRED Engineering             | 12      | 0          | 0  | 0  | 0      | 2      | 24      |
| 2013  | World Touring Car Championship     | Campos Racing                  | 22      | 0          | 0  | 0  | 0      | 1      | 24      |